# Солнечний (Алейський район)
Со́лнечний (рос. Солнечный) — селище у складі Алейського району Алтайського краю, Росія. Входить до складу Завітоільїчівської сільської ради.

## Населення
Населення — 837 осіб (2010; 800 у 2002).
Національний склад (станом на 2002 рік):
- росіяни — 82 %